# 普爾萊基亞

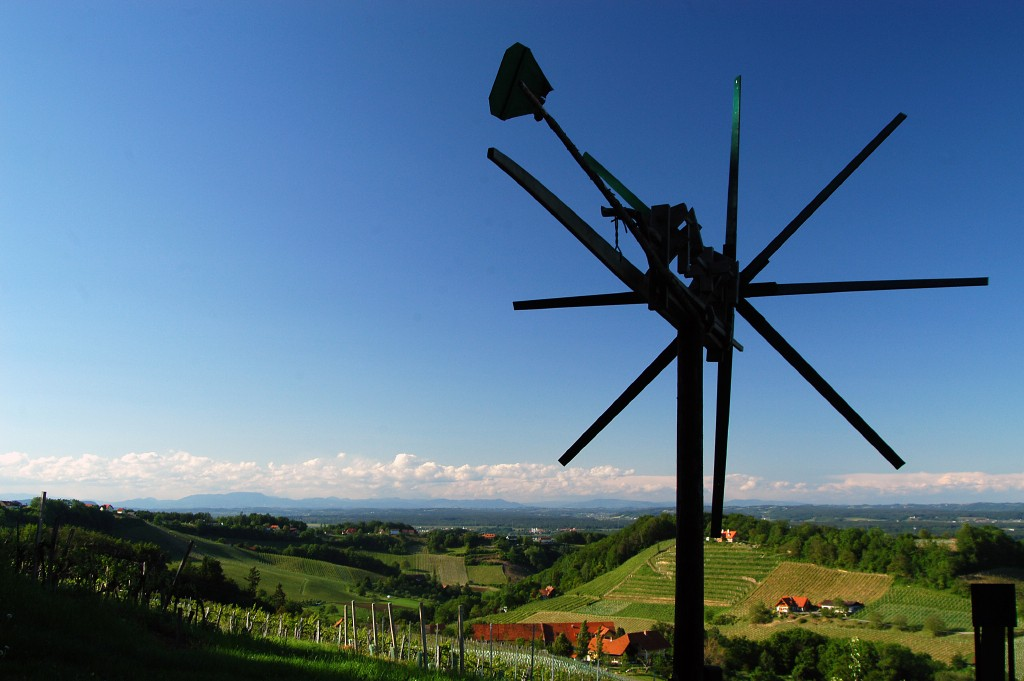
一座典型的驅鳥風車

普爾萊基亞，是斯洛維尼亞東北部德拉瓦河和穆拉河之間的地區。它是斯洛文尼亚戈里采丘陵的東部，從與奧地利的邊界一直延伸到與克羅埃西亞的邊界。它是傳統的下施蒂里亞地區的一部分。它與傳統的普雷克穆列地區一起構成波穆爾統計區的一部分。它的中心城鎮是柳托梅爾。
該地區以葡萄酒、美食和當地居民的特定方言而聞名。其方言與普雷克穆列地區有相似之處，可以相互理解。該地區的標誌是「驅鳥風車」，一種安裝在高木桿上的木製機械裝置，類似於風車。Prleška tünka 是來自普爾萊基亞的受保護食品，它由切碎的豬油和豬肉製成。普爾萊基亞也因糕點 prleška gibanica 而聞名，該糕點由多層製成並帶有甜餡。
該地區大致包括克里熱夫齊市鎮、柳托梅爾市鎮、拉登齐市镇、拉茲克里日耶市鎮、什查夫尼察河畔圣尤里市镇、韦尔热伊市镇、上拉德戈納市鎮、圣托马日市镇、德拉瓦河畔斯雷迪什切市鎮和奧爾莫日市鎮，但是该地区的边界没有完整的定义。

## 外部連結
- 维基共享资源上的相關多媒體資源：普爾萊基亞
- Prlekija-on.net （页面存档备份，存于） （斯洛維尼亞語）

46°30′0″N 16°07′0″E / 46.50000°N 16.11667°E